# San Miguel (Buenos Aires)
San Miguel es una ciudad de la zona noroeste del Gran Buenos Aires, provincia de Buenos Aires, Argentina, y es la cabecera del partido homónimo.
Contaba con 157 532 habitantes (Indec, 2001), lo que la sitúa como la localidad más poblada del partido con un 62 % del total.

## Historia

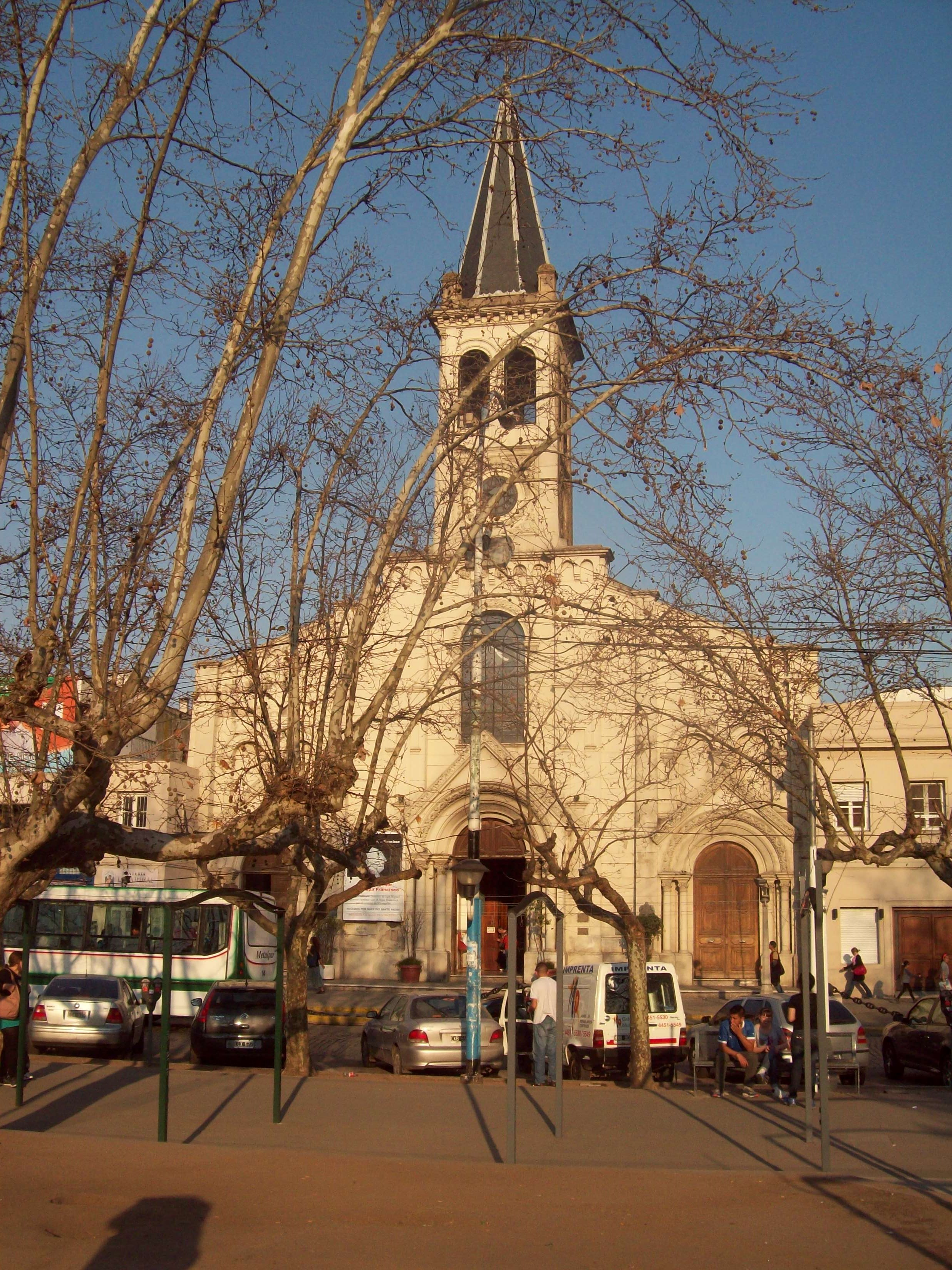
Parroquia Catedral San Miguel Arcángel

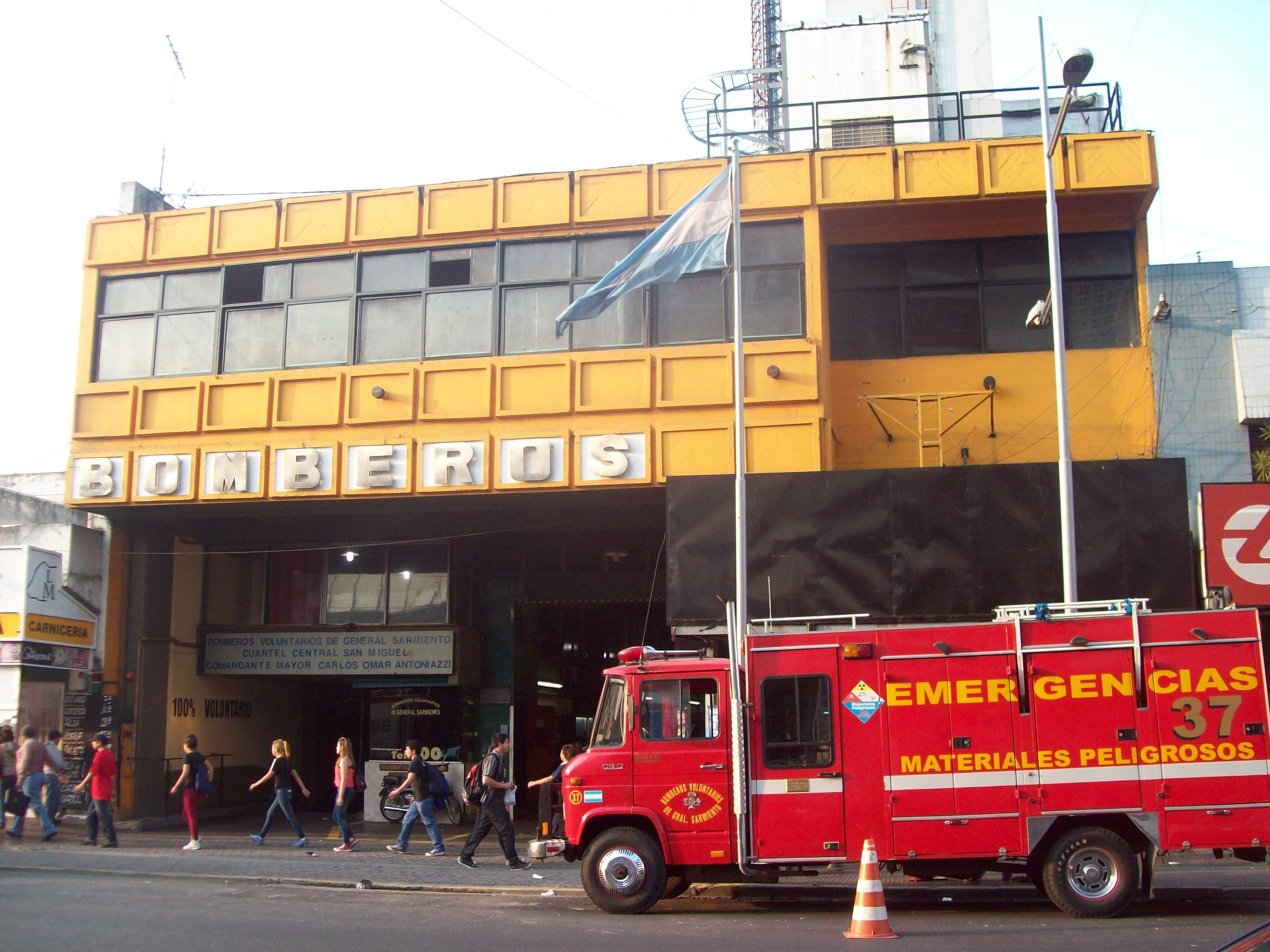
Estación de bomberos de la Localidad de San Miguel

La localidad tiene asentamiento poblacional desde finales del siglo XVIII y principios del siglo XIX. Con una importante base de pobladores franceses, italianos y alemanes, como también españoles, fue fundada el 18 de mayo de 1864 como San José del Pilar por el ingeniero agrimensor de origen francés Adolfo Sourdeaux, aunque poco tiempo después al separarse el pueblo del partido de Pilar pasó a llamarse San Miguel. 
El 13 de mayo de 1870 San Miguel obtuvo sus dos primeras escuelas primarias. Ese mismo año comenzaron los trabajos de montaje de rieles para la construcción del Ferrocarril Buenos Aires al Pacífico (actual FCGSM) -cuyo trazado atravesaría el centro estratégico de la ciudad-. De esta manera el pueblo tuvo un acelerado crecimiento.
La antigüedad de la fundación puede ser comprobada en las calles del radio céntrico de la ciudad cabecera de San Miguel, conservándose todavía algunas construcciones centenarias. La calle Belgrano cuenta aún hoy con su empedrado de adoquines original parcialmente, ya que sobre la ex-peatonal ha sido cubierto.

### Población
La ciudad de San Miguel concentraba el 62 % del total de la población del partido, con 157 532 habitantes (Indec, 2001) repartidos en 17 km² con una densidad de 9266,58 hab/km², aumentando considerablemente en 2010 debido al auge de la construcción de inmuebles en el radio céntrico, alcanzando la cifra de 276.190 habitantes.

## Transporte público
En San Miguel hay una gran variedad de líneas de Colectivos que pasan por su centro, y que la unen con las localidades de Bella Vista, Hurlingham, Morón, Caseros, Moreno, Pilar, José C. Paz, Luján, Escobar, Don Torcuato y Vicente López, y con algunos barrios del C.A.B.A. como Chacarita, Caballito, Parque Chacabuco, Constitución, La Boca, etc. Las líneas que pasan por San Miguel son: 53, 57, 163, 176, 182, 203, 244, 269, 303, 315, 341, 365, 371, 410, 429, 440, 448, 449, 501 y 740.
Además cuenta con dos importantes estaciones como lo son la estación San Miguel que une Retiro con José C. Paz, Pilar y Dr. Domingo Cabred (en la localidad de Open Door), y la estación General Lemos de la Línea Urquiza que une dicha estación con la Estación Federico Lacroze en el barrio de Chacarita, Capital Federal.

## Club Atlético San Miguel
El Club Atlético San Miguel fue fundado en 1922 y cuenta con diversas actividades deportivas y sociales.
Su sede se encuentra en el centro de la ciudad de San Miguel y es considerada un lugar histórico de la región. 
El equipo de fútbol del club se encuentra en la Primera Nacional del fútbol argentino.
Su estadio se encuentra en la localidad vecina de Los Polvorines  en el partido de Malvinas Argentinas.

## Autoridades
- Intendente: Jaime Méndez (Cambiemos)

## Medios de comunicación

### Televisión

TeleRed
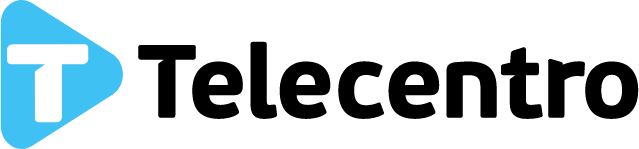
TeleCentro
DirecTV

## Cobertura sanitaria
Cuenta con tres Hospitales, Dr. Raúl Federico Larcade, San Miguel Arcángel y Santa María. El primero fue fundado provisoriamente en su actual lugar como hogar-hospital alrededor del año 1903; el segundo en el año 2015 como ampliación del Centro Materno Infantil de Bella Vista, y el tercero en el año 2019, construido con fondos municipales, el nuevo nosocomio cuenta con una guardia de emergencia clínica y pediátrica 24 horas, una base de operaciones de SAME y diagnóstico por imágenes y laboratorio, entre otros servicios.

## Cultura

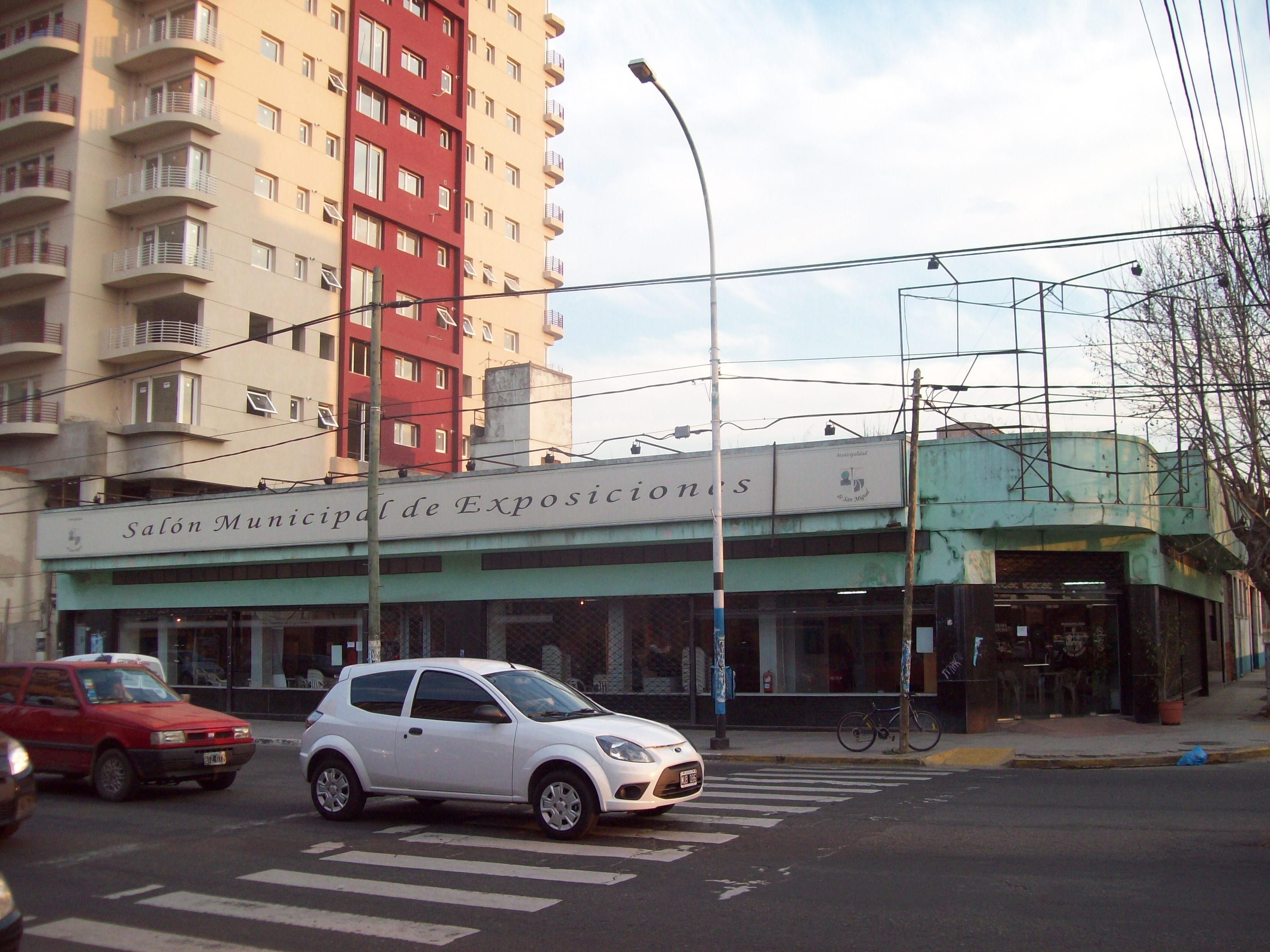
Salón Municipal de Exposiciones San Miguel

En la ciudad existen numerosos centros culturales y museos, además, en la plaza Bartolomé Mitre se realizan espectáculos musicales de diferentes estilos y también ferias artesanales. San Miguel también cuenta con grupos folclóricos.

## Parroquias de la Iglesia católica en San Miguel
| Diócesis           | San Miguel en Argentina                                                                           |
| ------------------ | ------------------------------------------------------------------------------------------------- |
| Parroquias         | Nuestra Señora de Fátima, Catedral Santuario San Miguel Arcángel Nuestra Señora del Valle (Muñíz) |
| Eparquía ucraniana | Santa María del Patrocinio en Buenos Aires                                                        |
| Parroquia          | San Miguel Arcángel                                                                               |